# Добрила (хижа)
Хижа „Добрила“ се намира между върховете Добрила и Левски (Амбарица), в Троянската планина, дял от Средна Стара планина. Първата хижа е построена през 1928 година от сопотското дружество на БТС „Иван Вазов“ и носила името „Амбарица“. Пет години по-късно встрани от нея е построена новата. През 1970-те и 1980-те са построени и бунгала. Старата сграда е възстановена и разполага с 30 места, а целият комплекс има капацитет 80 места. Хижата е пункт от европейския маршрут E3 (Ком – Емине).

## Съседни обекти
| Изходни точки                 | Изходни точки |
| ----------------------------- | ------------- |
| Сопотски лифт (горна станция) | 1,10 ч.       |
| град Сопот                    | 4,00 ч.       |
| Хижи                          |               |
| „Амбарица“                    | 3,00 ч.       |
| „Дерменка“                    | 2,40 ч.       |
| „Васил Левски“                | 4,30 ч.       |
| „Тъжа“                        | 12,00 ч.      |
| Други                         |               |
| връх Левски                   | 1,30 ч.       |
| връх Голям Купен              | 2,30 ч.       |
| връх Ботев                    | 9,00 ч.       |